# Никифор III Вотаниат
Никифор III Вотаниат (на гръцки: Νικηφόρος Γ' Βοτανειάτης) е византийски император от 1078 до 1081 година.

## Произход и военна кариера
Представител на малоазийската военна аристокрация, Никифор Вотаниат принадлежал към семейство, претендиращо че произхожда от римските Фабии и византийски Фоки.
Той служи като генерал при Константин IX Мономах, Константин X Дука и Роман IV Диоген, а при Михаил VII Дука е назначен за управител на тема Анатоликон и командир на източните войски. Въпреки репутацията си на опитен военачалник, Никифор Вотаниат търпи серия от неуспехи в кариерата си – в 1064 г. е победен от огузите (узите), нахлули на Балканите и попада в плен за известно време, впоследствие е принуден да отстъпи пред настъплението на тюрките в Мала Азия.

## Бунт и възцаряване
В края на 1077 – началото на 1078 г. в западната тема Дирахий избухва бунта на Никифор Вриений Стари, който достига до столицата Константинопол и претендира за императорския трон. Въпреки че въстанието на Вриений обхваща Балканите, той не е популярен сред населението, поради своеволното поведение на армията му. По същото време Никифор Вотаниат също се вдига на бунт срещу слабия император Михаил VII Дука и неговия корумпиран финансов министър Никифорица. Метежът на Вотаниат скоро се разраства и получава подкрепата на селджукските турци, с чиято помощ Вотаниат тръгва на поход до град Никея, Витиния, където се провъзгласява за император. В лицето на другия разбунтувал се генерал Никифор Вриений Стари, избирането на Вотаниат бива одобрено от аристокрацията и духовенството, докато Михаил VII е заставен да абдикира и да се замонаши.
През март или юни 1078 г. Никифор Вотаниат влиза триумфално в Константинопол и бива коронясан от патриарх Козма. Но на Балканите продължава бунтът на войските водени от Вриений, който отново издига претенции за върховната императорска власт и отхвърля предложената му от Вотаниат титла кесар. С помощта на турски наемници, изпратеният от Вотаниат военачалник Алексий Комнин успява да се справи с претендента по-късно същата година.

## Управление
Никифор III, който идва на власт вече в напреднала възраст, няма необходимата енергия и способности за да извади империята от тежкото положение, в което се намира, изживявайки поредица от бунтове и нашествия.Администрацията на Никифор III не му спечелва много поддръжка и той среща сериозна опозиция на старата дворцова бюрокрация, която опитва да замени със свои хора. Реформите му биват блокирани, а и не успява да спре девалвацията на византийските финанси, въпреки  че липсата на парични средства не му пречи да демонстрира щедрост към народа и поддръжниците си.
За да затвърди позициите си Никифор III, решава да се ожени за Евдокия Макремволитиса, майка на Михаил VII, вдовица на Константин X Дука и Роман IV Диоген. Този план бива подронен от съветника му Йоан Дука, чичо на Михаил VII, и Никифор вместо това се оженва за бившата съпруга на абдикиралия Михаил VII, Мария Аланска, прочута красавица, която убеждава да сключи брак с него с обещания да обяви сина й Константин Дука за законен наследник. По-късно той отказва да ги изпълни и така предизвиква последвалия преврат срещу себе си.

### Бунтове и сваляне
През 1079 г. балканските провинции са обхванати от въстанията на Лека и Добромир, ползващи се с помощта на кумани и печенеги. Въпреки първоначалният размах и двата бунта затихват бързо и без масови кръвпопролития, а водачите им са опростени от императора и получават различни материални компенсации за отказа от претенциите си. Други два бунта - на Никифор Василак на Балканите (1079 г.) и на Никифор Мелисен, разбунтувал се в Анатолия (1080 г.) са също парирани, с помощта на военачалника Алексий Комнин. 
Междувременно в Мала Азия повечето територии, обичайно владяни от ромеите, попадат под властта на селджуците, Византийската империя е изправена пред още чуждестранни нападения, когато херцог Робер Гискар от Апулия, вожд на заселилите се в тези земи нормани, им обявява война под претекст, че иска да защити правата на младия Константин Дука, годеник на дъщеря му Елена. За възпирането на похода им в Гърция, императорът отново разчита на Алексий, но той се явява и кандидатът за властта на партията на Дука, водена от деспот Йоан Дука - след като заставят Никифор да абдикира (с безкръвен преврат на 4 април 1081 г.), те го поставят на трона, под името Алексий I Комнин. Сваленият император се усамотява в манастир, който той дарил, и умира по-късно същата година.

## Изображения
- Никифор III Вотаниат и Мария Аланска (Багратиони)
- Никифор III изобразен между Йоан Златоуст и Архангел Михаил
- Никифор III на трона в императорския дворец в обкръжението на длъжностни лица
- Никифор III и Sabas